# Janakitala
Janakitala – gaun wikas samiti w środkowej części Nepalu w strefie Narajani w dystrykcie Parsa. Według nepalskiego spisu powszechnego z 2001 roku liczył on 523 gospodarstw domowych i 3285 mieszkańców (1633 kobiet i 1652 mężczyzn).